# Football Club Francavilla
Il Football Club Francavilla, meglio noto anche come FC Francavilla, Francavilla in Sinni o semplicemente Francavilla, è una società calcistica italiana di Francavilla in Sinni, in provincia di Potenza. Milita in Serie D, la quarta divisione del campionato italiano di calcio.
Fondata nel 1931, la squadra è affiliata alla FIGC dal 1973 e conta numerose annate in Serie D, categoria nella quale ha raggiunto come miglior piazzamento il secondo posto nella stagione 2021-2022, in cui ha vinto i play-off.

## Storia

### Origini
La società nasce nel 1931 con il nome di Unione Sportiva Francavilla, giocando amichevoli e tornei regionali fino al 1973, quando la squadra si affilia alla FIGC e viene prelevata da Giuseppe Sarubbi partendo dalla seconda categoria, dove terminò con un settimo posto. L'anno successivo ottenne il primo posto e giocò in promozione (attuale Eccellenza). Il suo primo anno di promozione si concluse con un 6º posto. Nella stagione 1976-1977, il Francavilla, retrocesse arrivando 13º. L'anno successivo disputò un buon campionato arrivando terzo in prima categoria. La squadra viene prelevata da Leopoldo Spaltro con cui il Francavilla iniziò un periodo di scarsi risultati.

### L'era buia con Spaltro e la radiazione
Nella stagione 78/79 la squadra arrivò 14° nella prima categoria e venne retrocessa in seconda. L'anno seguente si ritirò dal campionato partendo poi dalla terza categoria cambiando nome in Polisportiva Francavilla. Arrivò prima e tornò in seconda categoria, dove rimase per sei stagioni, dalla stagione 1981/1982 a quella 1986/1987 sfiorando sempre la prima categoria. Proprio in quella stagione subentrò Antonio L'Amico e al termine la squadra venne ripescata dopo un terzo posto finale in prima categoria. Le tre stagioni successive furono disputate in prima categoria. Il terzo anno venne radiato.

### Il cambio di denominazione e gli anni felici
Dopo la radiazione il Francavilla ripartì con un nuovo nome dalla seconda categoria: Football Club Francavilla, ovvero la denominazione attuale. Il presidente era Felice Viceconte che rimase solo una stagione, quella che servì al F.C. Francavilla per essere promosso di nuovo in prima categoria dopo un secondo posto finale. Allora subentrò Antonio D'Angelo, che dopo un 3º posto il primo anno, riuscì a far arrivare la squadra in prima posizione, conquistando la promozione. L'anno successivo in Promozione finì con un terzo posto che consentì al Francavilla di tornare al massimo campionato regionale: l'eccellenza. Nella stagione 1995/96 concluse l'Eccellenza al 6º posto, ma il presidente D'Angelo lascio il comando della squadra a Nicola Nicolao che la guidò fino al 1998 sempre in Eccellenza per il terzo anno di fila chiudendo il secondo anno al 12º posto e il terzo al 7º posto.

### L'era Eccellenza con Francesco Cupparo
Dopo i tre anni in Eccellenza, entrò nuovamente un altro presidente, Francesco Cupparo. La stagione si concluse al 12º posto, ma le successive furono del tutto diverse. Arrivò seconda e per poco non riuscì ad accedere alla Serie D, la stessa cosa nei seguenti anni, dove prima perse i play-off dopo un altro secondo posto. Gli venne offerto un ripescaggio in Serie D, ma la squadra non accettò. Si continuò con l'eccellenza, altro secondo posto e altro ripescaggio non riuscito. L'anno successivo chiuse al terzo posto. L'anno dopo un quarto posto finale. Finalmente la svolta tanto attesa nella stagione 2004-2005: dopo la lunga permanenza in Eccellenza, chiuse al 1º posto ottenendo la Serie D. Inoltre negli anni in Eccellenza arrivò due volte in finale della Coppa Italia Regionale dove perse contro il Venosa e contro il Pisticci.

### La Serie D e l'avvento di Lazic
Dopo la tanto attesa Serie D, la squadra si salvò ai play-out con il Trapani, dopo aver chiuso la stagione al 13º posto. L'anno successivo arrivò un nuovo allenatore: Ranko Lazic. La squadra partecipò per la seconda stagione consecutiva al campionato di Serie D classificandosi all'11º posto con 46 punti conquistando la salvezza alla penultima giornata. La stessa cosa l'anno successivo, arrivando 8º e salvandosi alla penultima giornata con 45 punti. Al quarto anno consecutivo in Serie D ottenne un 7º posto con 47 punti, salvandosi sempre alla penultima giornata. La quinta stagione si chiuse con un altro 7º posto a 55 punti. Nella ultima stagione ottenne il miglior risultato in questi sei anni di Serie D, un buon 6º posto sfiorando per poco i play-off.

### La gestione di Antonio Cupparo
La stagione iniziò con la squadra a punteggio pieno, dopo la vittoria sulla Casertana per 3-1 e quella terminata 2-1 contro il Grottaglie. Tutti e 4 i gol furono realizzati dall'attaccante e capitano Genny Del Prete, che regalò un grande inizio di campionato al neo-presidente Antonio Cupparo, figlio dell'ex patron Francesco Cupparo.
Nel 2015-2016 la compagine sinnica si classifica terza nel girone H e raggiunge una storica finale dei play-off (persa per 0-1 contro il Fondi).
Al termine del campionato 2019-2020, il quindicesimo consecutivo in Serie D, chiuso in anticipo per l'emergenza sanitaria legata alla pandemia di COVID-19, la squadra retrocede in Eccellenza, ma in seguito viene ripescata in Serie D a completamento organici.
Nella stagione 2021-2022 l'allenatore Ranko Lazic, dopo aver raggiunto e superato le 500 partite alla guida del club, lascia l'incarico e diventa direttore sportivo. A sostituire Lazic arriva arriva Nicola Ragno. Nella stagione seguente il Francavilla, al di là di ogni pronostico, si laurea campione d'inverno, anche grazie al contributo dei suoi calciatori migliori, Antonio Croce ed Angelo Nolé. Nel finale di stagione, nonostante qualche sconfitta inaspettata, la squadra riesce, grazie a un pregevole gol di De Marco alla penultima giornata contro il Bitonto, ad accedere ai play-off da disputare in casa, grazie al secondo posto in classifica. La squadra potentina vince poi i play-off, dopo aver eliminato in semifinale la Nocerina (2-1) e vinto la finale contro il Bitonto (1-0).
La stagione 2022-2023 inizia con un obiettivo decisamente diverso dall'esito finale. Partiti il tecnico Nicola Ragno e alcuni dei titolari, viene ingaggiato l'allenatore Claudio De Luca, che viene in seguito avvicendato da Pasquale Arleo. Malgrado i cambi in panchina, i risultati rimangono insufficienti e il presidente Cupparo decide di richiamare l'allenatore serbo Ranko Lazic, che fino a quel momento aveva ricoperto il ruolo di direttore sportivo. La stagione si conclude in modo negativo, con la squadra al sedicesimo posto e costretta a giocare i play-out, dove ritrova la Nocerina, come nelle semifinali dei play-off dell'annata precedente. Perso il play-out contro i campani, i francavillesi hanno lasciato la Serie D dopo diciotto anni consecutivi di militanza.

### Di nuovo la Serie D a un anno dalla retrocessione
La stagione subito dopo la dolorosa retrocessione inizia con un obiettivo ben preciso: ritornare subito in Serie D, e così è stato. Alla guida sempre il veterano Lazic con una rosa superiore rispetto alla categoria in cui gioca, anche se a volte non ha reso come dovrebbe. Il Francavilla quindi vince il campionato di Eccellenza 2023-24, dominandolo dalla prima all'ultima giornata di campionato, nonostante qualche scivolone contro le piccole squadre. Non ci sono state vere e proprie avversarie al titolo per i sinnici, solo la sorpresa San Cataldo che da neopromossa lotta per il campionato e lo conclude al secondo posto. Il vero avversario per i sinnici sono loro stessi, con tanti e forse troppi passi falsi vista la squadra, come la sconfitta contro Oppido e Venosa (rispettivamente 11° e 14° su 16) e il pareggio contro il Policoro (penultimo). Tutto sommato, una stagione da 9 per i ragazzi guidati da mister Ranko Lazic, che conquista il suo primo titolo in carriera con ben 17 stagioni trascorse con i colori rosso e blu.

## Colori e simboli

### Colori
La divisa di gioco tradizionale del Francavilla è composta da una maglia a strisce verticali rosse e blu e pantaloncini blu, tuttavia in alcune stagioni sono state realizzate versioni della divisa con alcune variazioni rispetto al tema classico, in genere utilizzando comunque i colori rosso e blu per la divisa principale.
La seconda maglia è tradizionalmente bianca con eventuali inserti rossoblù di vario tipo; anche per la maglia di riserva si sono avute diverse varianti nel corso degli anni.

### Simboli ufficiali

#### Stemma
Lo stemma presenta nel lato sinistro un'alternanza di strisce rosse e blu, nel lato destro è presente una croce nera su sfondo bianco, le lettere "F" e "V" e l'anno di fondazione della società. Il tutto racchiuso da un bordo giallo sabbia.
Una variante propone uno sfondo con strisce diagonali rosse e blu, un bordo giallo zolfo e l'inserimento delle lettere "F" e "V" dentro dei piccoli cuori.

## Strutture

### Stadio
Lo stadio Nunzio Fittipaldi è situato in Via Vigna Chiesa 6, è dotato di manto erboso sintetico, tribuna coperta e di un piccolo settore distinti; ha una capienza di circa 1200 posti. Lo stadio ha subito un ammodernamento nel 2024 del manto da gioco, con la trasformazione da erba vera in sintetica, e il miglioramento delle tribune con l'aggiunta dei seggiolini. La FC Francavilla condivide lo stadio con un'altra società con sede a Francavilla in Sinni, la ASD Virtus Francavilla, che milita in Seconda Categoria Basilicata.

### Altri campi
La FC Francavilla svolge le sue sedute di allenamento sia nello stadio "N. Fittipaldi" che in un altro campo situato nella zona industriale del paese di Francavilla. Inoltre, utilizza il campo "P. Mele" situato a San Severino Lucano, distante circa 30 minuti da Francavilla, spesso come location per ritiri pre-stagionali o durante la stagione. Nella stagione 2023-24, durante il campionato di Eccellenza, con lo stadio "N. Fittipaldi" reso inagibile per lavori di ammodernamento, la FC Francavilla ha disputato le proprie partite casalinghe prima allo stadio "N. Vulcano" di Castelluccio Inferiore e successivamente allo stadio "R. Mignone" di Lauria.

## Allenatori e presidenti
- 1931-1973  ...
- 1973-1974  Mario Marziale
- 1974-1975  Antonio Amatucci
- 1975-1976  Carmine Amorosi
- 1976-1981  Antonio Amatucci
- 1981-1983  Franco Fanelli
- 1983-1985  Vincenzo Amatucci
- 1985-1986  Vincenzo De Benedictis
- 1986-1987  Salvatore Marino
- 1987-1988  Vincenzo De Benedictis
- 1988-1989  Antonio Amatucci
- 1989-1990  Vincenzo Amatucci
- 1990-1991 Inattivo
- 1991-1993  Carmine Amorosi
- 1993-1994  Amatucci Antonio
- 1994-1995  Francesco Cupparo
- 1995-1996  Antonio Capuano
- 1996-1997  Antonio Amatucci
- 1997-1998  Raimondo Nettis e  Vincenzo De Benedictis
- 1998-1999  Raimondo Nettis
- 1999-2001  Rocco Labriola
- 2001-2002  Giandomenico Biscotto
- 2002-2003  Giuseppe Destefano e  Antonio Amatucci
- 2003-2004  Antonio Amatucci 
 Passarella
 Salvatore Marino
- 2004-2005  Giuseppe Bardi
- 2005-2006  Pasquale Logarzo
- 2006-2019  Ranko Lazic
- 2019-2020  Ranko Lazic (1ª-6ª)
 Genny Del Prete (7ª-17ª)
 Ranko Lazic (18ª-26ª)
- 2020-2021  Ranko Lazic
- 2021-2022  Nicola Ragno
- 2022-2023  Claudio De Luca (1ª-13ª)
 Pasquale Arleo (14ª-24ª)
 Ranko Lazic (25ª-36ª)
- 2023-2024  Ranko Lazic
- 2024-  Angelo Raffaele Nolé

- 1931-1973  ...
- 1973-1978  Giuseppe Sarubbi
- 1978-1986  Giuseppe Spaltro
- 1986-1990  Antonio L'Amico
- 1990-1991 Inattivo
- 1991-1992  Felice Viceconte
- 1992-1996  Antonio D'Angelo
- 1996-1998  Nicola Nicolao
- 1998-2011  Francesco Cupparo
- 2011-  Antonio Cupparo

## Palmarès

### Competizioni regionali
- Eccellenza: 2

2004-2005, 2023-2024
- Prima Categoria: 1

1993-1994
- Seconda Categoria: 1

1974-1975
- Terza Categoria: 1

1980-1981

### Altri piazzamenti
- Serie D:

Secondo posto: 2021-2022 (Vincente nei play-off)
Terzo posto: 2015-2016 (Finalista nei play-off)
- Eccellenza:

Secondo posto: 1999-2000, 2000-2001, 2001-2002
Terzo posto: 2002-2003
- Promozione:

Terzo posto: 1994-1995

## Statistiche e record

### Partecipazione ai campionati
| Livello | Categoria | Partecipazioni | Debutto   | Ultima stagione | Totale |
| ------- | --------- | -------------- | --------- | --------------- | ------ |
| 4º      | Serie D   | 11             | 2014-2015 | 2025-2026       | 11     |
| 5º      | Serie D   | 9              | 2005-2006 | 2013-2014       | 9      |

## Tifoseria

### Storia
Nel corso della storia si sono succeduti vari gruppi ultras. I più importanti sono Vecchio Settore, Brigata Veleno, Gioventù RossoBlù, FranKaos ed E.A.M., quest'ultimo fondato nel 1995.

### Gemellaggi e rivalità
La tifoseria del Francavilla ha un gemellaggio molto forte con la squadra corregionale del Venosa nato nel 2007, quando entrambe le formazioni erano in Serie D.
Le rivalità più sentite sono principalmente con altre squadre lucane, spesso come avversari di Serie D, come il Matera, il Rotonda Calcio e il Lavello. A causa degli scontri avvenuti il 29 marzo 2015 in Serie D, c'è un'accesa rivalità con i tifosi del Brindisi.